# Toussaint Louverture International Airport
Toussaint Louverture International Airport är en flygplats i Haiti.   Den ligger i departementet Ouest, i den centrala delen av landet, 6 km nordost om huvudstaden Port-au-Prince. Toussaint Louverture International Airport ligger 37 meter över havet.
Terrängen runt Toussaint Louverture International Airport är platt norrut, men söderut är den kuperad. Terrängen runt Toussaint Louverture International Airport sluttar norrut. Runt Toussaint Louverture International Airport är det mycket tätbefolkat, med 1 266 invånare per kvadratkilometer. Närmaste större samhälle är Port-au-Prince, 6,4 km sydväst om Toussaint Louverture International Airport. Runt Toussaint Louverture International Airport är det i huvudsak tätbebyggt.